# 斯坦伯格
斯坦伯格（Steinberg，Stenberg，Штейнберг）可以指：

## 人名
- 索尔·斯坦伯格（英語：Saul Steinberg，1914年6月15日－1999年5月12日），美國漫畫家、插畫家。
- 大卫·H·斯坦伯格（英語：David H. Steinberg），美國編劇和電影導演。
- 阿曼德拉·斯坦伯格（英語：Amandla Stenberg，1998年10月23日－），美國女演員。
- 邁克爾·斯坦伯格 (律師)（英語：Michael Alan Steinberg；1959年2月6日－），美國律師和政治家。
- 艾萨克·斯坦伯格（俄語：Исаак Нахман Штейнберг 1888年7月13日－1957年1月2日），俄羅斯律師、社會革命黨人、政治家、猶太領土運動領袖和流亡作家。
- 詹姆斯·斯坦伯格（James Steinberg）前美國副國務卿

|  | 本页或本分段罗列了姓氏为「K」的人物。 如果是一个指代特定个人的内链将您引导到本页，請考慮修正該人物的名字以將链接指向正確的條目。 |